# Puntius semifasciolatus
Puntius semifasciolatus (Günther, 1868), conosciuto comunemente come Barbo di Schubert, Puntius schuberti o Barbo dorato è un pesce d'acqua dolce appartenente alla famiglia Cyprinidae.

## Distribuzione e habitat
Questa specie è endemica della Cina sudoccidentale, nel Fiume Rosso.

Studi riferiscono di introduzioni nei fiumi delle Hawaii, di Singapore e dell'India.

## Descrizione
Il corpo ha la tipica forma allungata del genere Puntius, piuttosto compresso ai fianchi. Le pinne hanno i vertici arrotondati, la coda è elegantemente bilobata.

La livrea è giallo argentea, in alcuni individui è giallo dorato tendente all'arancione. Sul peduncolo caudale vi è una macchia nera, così come sui fianchi, marezzati di nero in modo irregolare (ogni individuo ha una propria "carta d'identità" con macchie in diverse posizioni). Le pinne sono tendenti al rosso.

Raggiungono una lunghezza di 7–8 cm.

## Riproduzione

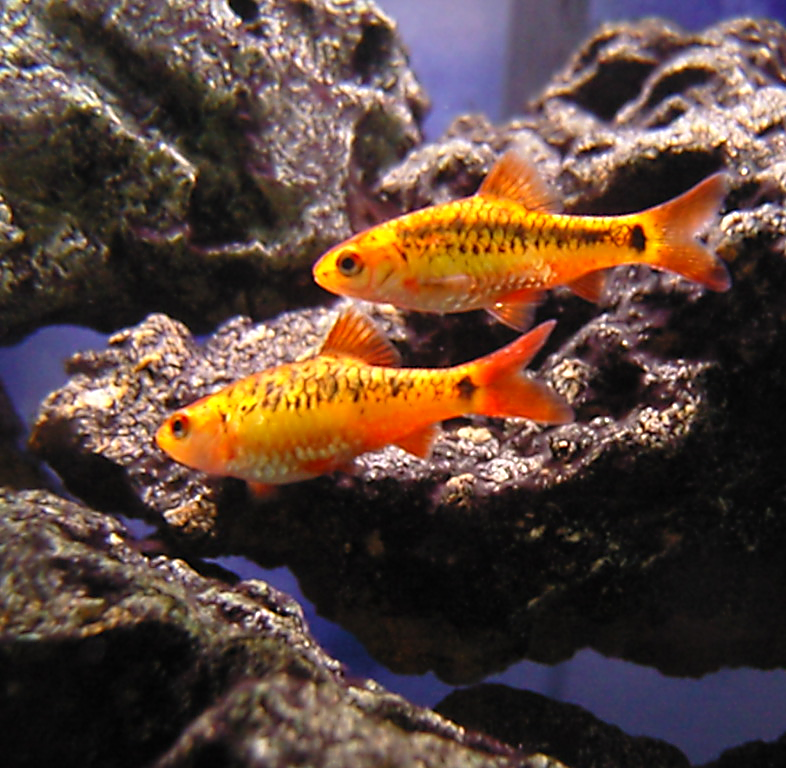
P. semifasciolatus in acquario

La deposizione (circa 300 uova) avviene nelle prime ore del mattino.

## Alimentazione
P. semifasciolatus ha dieta onnivora: si nutre di vermi, insetti, crostacei, detriti vegetali e alghe.

## Acquariofilia
Per lungo tempo venne allevata negli acquari di tutto il mondo una varietà di questa specie classificata come Barbus schuberti dal nome del primo allevatore, lo statunitense Thomas Schubert. Altri studiosi considerarono la varietà schuberti come frutto di incroci tra Puntius sachsii e P. semifasciolatus. Oggi il mondo accademico ha completamente sconfessato l'esistenza di un'altra specie (non esistono fonti ufficiali riferite a Barbus schuberti) ma considera questa specie divisa in due varietà: una più argentea, con riflessi verdi e una con livrea xantocromica (giallo rossastra), non esistente in natura.

## Fonti
- Pesci d'acquario di Dick Mills, Fabri Editori;
- Barbus da Il mio acquario, mensile, novembre 2004.